# Firebird (film)
Firebird è un film del 2021 diretto da Peeter Rebane e ambientato durante la guerra fredda in una base aerea sovietica in Estonia.
Il film è stato presentato in anteprima al BFI Flare nel marzo 2021.

## Trama
Estonia. In una base aerea sovietica, il giovane Sergey conta i giorni che mancano alla fine del servizio militare, sognando segretamente di realizzare la sua aspirazione più grande, studiare recitazione e diventare attore di teatro. Un giorno alla base giunge l'affascinante pilota di caccia Roman nei confronti del quale Sergey prova un immediato interesse. Roman tuttavia sembra irraggiungibile ai suoi occhi e non sembra ricambiare la curiosità di Sergey. I due scoprono ben presto un interesse comune per la fotografia e complici degli impegni lavorativi di Roman passano molto tempo insieme. Sergey lo accompagna spesso e i due iniziano a entrare in confidenza, soprattutto dopo che il pilota porta Sergey alle prove di uno spettacolo di danza suscitando la commozione del sensibile ragazzo. Mentre tornano verso la base Roman decide di sostare in un bosco e i due si baciano mentre sono nascosti per l'arrivo improvviso di una pattuglia di guardia. La loro storia d'amore ha inizio e ciò non sfugge agli occhi di un amico di Sergey, il quale presto riporta anonimamente ai superiori di aver visto Roman in atteggiamenti amorosi con un altro uomo, di cui ignora l'identità. Non sarà tuttavia solo questo a dividerli, nonostante giochi un ruolo fondamentale nella carriera di entrambi, specialmente in quella di Roman, infatti una legge dell'epoca costringeva al campo di lavoro qualunque soldato fosse omosessuale.
La loro unione porta Sergey a rivedere i suoi piani per il futuro e decide di provare a diventare uno studente di recitazione a Mosca. Il servizio militare di Sergey finisce ed anche il loro idillio amoroso sembra destinato a una brusca interruzione, le paure di Roman infatti lo portano lontano da Sergey che intanto col cuore spezzato si dirige a Mosca per iscriversi alla scuola di teatro dei suoi sogni e iniziare una carriera, lontano fisicamente dalla base militare e dal suo amore. Un anno dopo finite le prove in vista di uno spettacolo, Sergey trova ad aspettarlo l'amica Louisa che gli confida del suo imminente matrimonio con Roman, per lui è una doccia fredda. Il ragazzo prova a nascondere i suoi sentimenti, da sempre convinto che una promessa scambiata durante una notte di intensa passione avrebbe alla fine riportato Roman nella sua vita, Sergey non l'ha dimenticato e sente il suo sentimento ancora così fortemente da riuscirgli difficile nascondere l'evidente tristezza e prova a sorriderle. Lei lo invita al matrimonio e lui, ancora sconvolto, evita di darle subito la sua risposta. Sergey combattuto decide poi di accettare l'invito, per lui è un'agonia e durante i festeggiamenti non riesce a guardare l'uomo che ama stringere a sé la sua sposa, così si allontana arrabbiato, ferito, infelice. Roman non resiste alla tentazione di scambiare qualche parola con Sergey e impulsivamente lo segue, mentre sono soli un frustrato Sergey gli confida di non essere riuscito a dimenticarlo e di averlo aspettato invano. Ma Roman è ormai sposato e sta per diventare padre, cosa che li spinge ad allontanarsi definitivamente. Roman conduce la sua esistenza negli anni successivi cercando di tenere il suo cuore lontano dai suoi desideri e diventa un marito, un apparentemente impeccabile padre di famiglia continuando la sua carriera militare avendo col matrimonio finalmente allontanato l'ombra del sospetto di un suo superiore. Sono anni frustranti dove Roman si rende conto di amare davvero Sergey, decide di partire per Mosca per restare fedele a quella promessa che malgrado le sue scelte non riesce a scordare. I due si rincontrano a teatro, ma Sergey è arrabbiato e lo allontana. Sergey in quegli anni è diventato un professionista di discreto successo e si sente minacciato dal ritorno di Roman nella sua vita, ma non riesce a mantenere la sua intenzione e decide di farsi travolgere da quel sentimento che malgrado il tempo passato non lo abbandona mai. Finalmente i due passano qualche tempo assieme in una vicina località balneare, in cui possono amarsi incondizionatamente lontano dal resto del mondo. Riescono a comprare una dimora dignitosa e vivono la loro esistenza di coppia serenamente. L'improvviso arrivo di Louisa e il figlioletto rompe il loro idillio d'amore, Sergey cerca di accoglierli nel migliore dei modi nonostante soffra nel vedere Roman con la sua famiglia. Proprio per questo motivo Sergey decide di tornare a Mosca e scrive una lettera d'addio a Roman dove gli chiede di non cercarlo. La moglie legge la lettera prima di Roman e lui decide, non sopportando più quella situazione, di partire per una destinazione che si rivelerà essere l'Afghanistan. Poco tempo dopo essere tornato a Mosca, a Sergey viene detto che Roman è passato di lì per portargli una lettera, nella quale gli confessa finalmente il suo amore. Si scopre poi che Roman si è arruolato ed è morto in Afghanistan. Sergey è distrutto e si reca da Louisa forse pensando di poter condividere il suo dolore, lì viene respinto e dice addio al bambino e a sua madre lasciando il simbolo del loro amore al piccolo. L'ultima scena del film mostra Sergey in una forma privata di commiato dal suo amato, mentre assiste allo stesso spettacolo che aveva suggellato l'inizio del loro amore: lo spettacolo che avevano visto insieme rappresentato durante il servizio militare.

## Produzione
Firebird è l'esordio alla regia del documentarista Peeter Rebane.
Apertamente gay e da anni in lotta per la parità di diritti della comunità LGBT in Estonia, Rebane ha scritto la sceneggiatura insieme al protagonista del suo film, l'attore britannico Tom Prior. La sceneggiatura è stata ispirata dal libro di memorie dell'attore russo Sergei Fetissow intitolato The Story of Roman.
L'attore protagonista e il regista hanno avuto modo di confrontarsi con Sergei prima della sua morte, avvenuta nel 2017.
Le riprese sono iniziate il 23 settembre 2018 nella contea di Ida-Virumaa, nel Nord-est dell'Estonia.

## Distribuzione
Il 17 marzo 2021, il film è stato presentato al virtuale BFI Flare: London LGBTIQ+ Film Festival organizzato dal British Film Institute.
In Italia è distribuito dalla Sanver Production LTD è presente doppiato in lingua italiana su Amazon Prime Video, Chili.
Direttore del doppiaggio, traduzione, adattamento dialoghi e casting voice Santo Verduci.